# ألفية الأرجل الكروية العملاقة
ألفية الأرجل الكروية العملاقة (الاسم العلمي: Sphaerotheriida)، رتبة دويبات من ألفية الأرجل وخمسية النطاق. أعطانها في جنوب إفريقيا ومدغشقر وجنوب آسيا وجنوب شرق آسيا وأستراليا ونيوزيلندا.